# Silvio Vardabasso
Silvio Vardabasso (Buie, 19 aprile 1891 – Vicenza, 16 dicembre 1966) è stato un geologo italiano.

## Biografia
Formatosi alla scuola di Giorgio Dal Piaz, si è laureato in scienze naturali all'Università di Padova (1919), presso la quale ha svolto attività di assistentato e ricerca, insegnando mineralogia e geologia dal 1925 fino al 1931, data del suo trasferimento alla pari cattedra dell'ateneo di Cagliari, dove ha lungamente diretto l'Istituto di geologia, che ha riorganizzato in seguito alla distruzione verificatasi nel 1943, a causa di un bombardamento aereo.
Nei diversi periodi della sua attività scientifica, quello del Veneto e quello in Sardegna, si è occupato prevalentemente di stratigrafia, idrologia e geomorfologia, studiando in particolare, nel primo periodo, le Prealpi Trivenete, mentre nel secondo periodo ha ricostruito la carta geologica dell'isola mediterranea, conducendovi peraltro ricerche minerarie e studi sull'origine e sviluppo del rilievo sardo-corso e sul periodo cambriano.
Nel 1932 ha fondato a Cagliari la locale sezione del Club Alpino Italiano e nel 1946 ha partecipato come esperto, su invito di Alcide De Gasperi, alla Conferenza di pace di Parigi. Membro dell'Accademia dei Lincei, Vardabasso è stato presidente della Società Geologica Italiana nel 1952.
Il suo archivio, anche cartografico, è conservato presso l'Archivio di Stato di Cagliari.
A lui era intitolata un'aula dell'ex Facoltà di Geologia dell'Università di Cagliari, crollata improvvisamente la sera del 18 ottobre 2022.